# Filipinas en los Juegos Olímpicos
Filipinas en los Juegos Olímpicos está representada por el Comité Olímpico de Filipinas, creado en 1911 y reconocido por el Comité Olímpico Internacional en 1929.
Ha participado en 23 ediciones de los Juegos Olímpicos de Verano, su primera presencia tuvo lugar en París 1924. El país ha obtenido un total de 18 medallas en las ediciones de verano: tres de oro, cinco de plata y diez de bronce.
En los Juegos Olímpicos de Invierno ha participado en seis ediciones, siendo Sapporo 1972 su primera aparición en estos Juegos. El país no ha conseguido ninguna medalla en las ediciones de invierno.

## Medallero

### Por edición
| Evento              | Oro | Plata | Bronce | Total |
| ------------------- | --- | ----- | ------ | ----- |
| París 1924          | 0   | 0     | 0      | 0     |
| Ámsterdam 1928      | 0   | 0     | 1      | 1     |
| Los Ángeles 1932    | 0   | 0     | 3      | 3     |
| Berlín 1936         | 0   | 0     | 1      | 1     |
| Londres 1948        | 0   | 0     | 0      | 0     |
| Helsinki 1952       | 0   | 0     | 0      | 0     |
| Melbourne 1956      | 0   | 0     | 0      | 0     |
| Roma 1960           | 0   | 0     | 0      | 0     |
| Tokio 1964          | 0   | 1     | 0      | 1     |
| México 1968         | 0   | 0     | 0      | 0     |
| Múnich 1972         | 0   | 0     | 0      | 0     |
| Montreal 1976       | 0   | 0     | 0      | 0     |
| Moscú 1980          | –   | –     | –      | –     |
| Los Ángeles 1984    | 0   | 0     | 0      | 0     |
| Seúl 1988           | 0   | 0     | 1      | 1     |
| Barcelona 1992      | 0   | 0     | 1      | 1     |
| Atlanta 1996        | 0   | 1     | 0      | 1     |
| Sídney 2000         | 0   | 0     | 0      | 0     |
| Atenas 2004         | 0   | 0     | 0      | 0     |
| Pekín 2008          | 0   | 0     | 0      | 0     |
| Londres 2012        | 0   | 0     | 0      | 0     |
| Río de Janeiro 2016 | 0   | 1     | 0      | 1     |
| Tokio 2020          | 1   | 2     | 1      | 4     |
| París 2024          | 2   | 0     | 2      | 4     |
| TOTAL               | 3   | 5     | 10     | 18    |

| Evento           | Oro | Plata | Bronce | Total |
| ---------------- | --- | ----- | ------ | ----- |
| Sapporo 1972     | 0   | 0     | 0      | 0     |
| 1976 – 1984      | –   | –     | –      | –     |
| Calgary 1988     | 0   | 0     | 0      | 0     |
| Albertville 1992 | 0   | 0     | 0      | 0     |
| 1994 – 2010      | –   | –     | –      | –     |
| Sochi 2014       | 0   | 0     | 0      | 0     |
| Pyeongchang 2018 | 0   | 0     | 0      | 0     |
| Pekín 2022       | 0   | 0     | 0      | 0     |
| TOTAL            | 0   | 0     | 0      | 0     |

### Por deporte
Deportes de verano
| Evento       | Oro | Plata | Bronce | Total |
| ------------ | --- | ----- | ------ | ----- |
| Atletismo    | 0   | 0     | 2      | 2     |
| Boxeo        | 0   | 4     | 6      | 10    |
| Gimnasia     | 2   | 0     | 0      | 2     |
| Halterofilia | 1   | 1     | 0      | 2     |
| Natación     | 0   | 0     | 2      | 2     |
| TOTAL        | 3   | 5     | 10     | 18    |